# Во-ле-Виконт

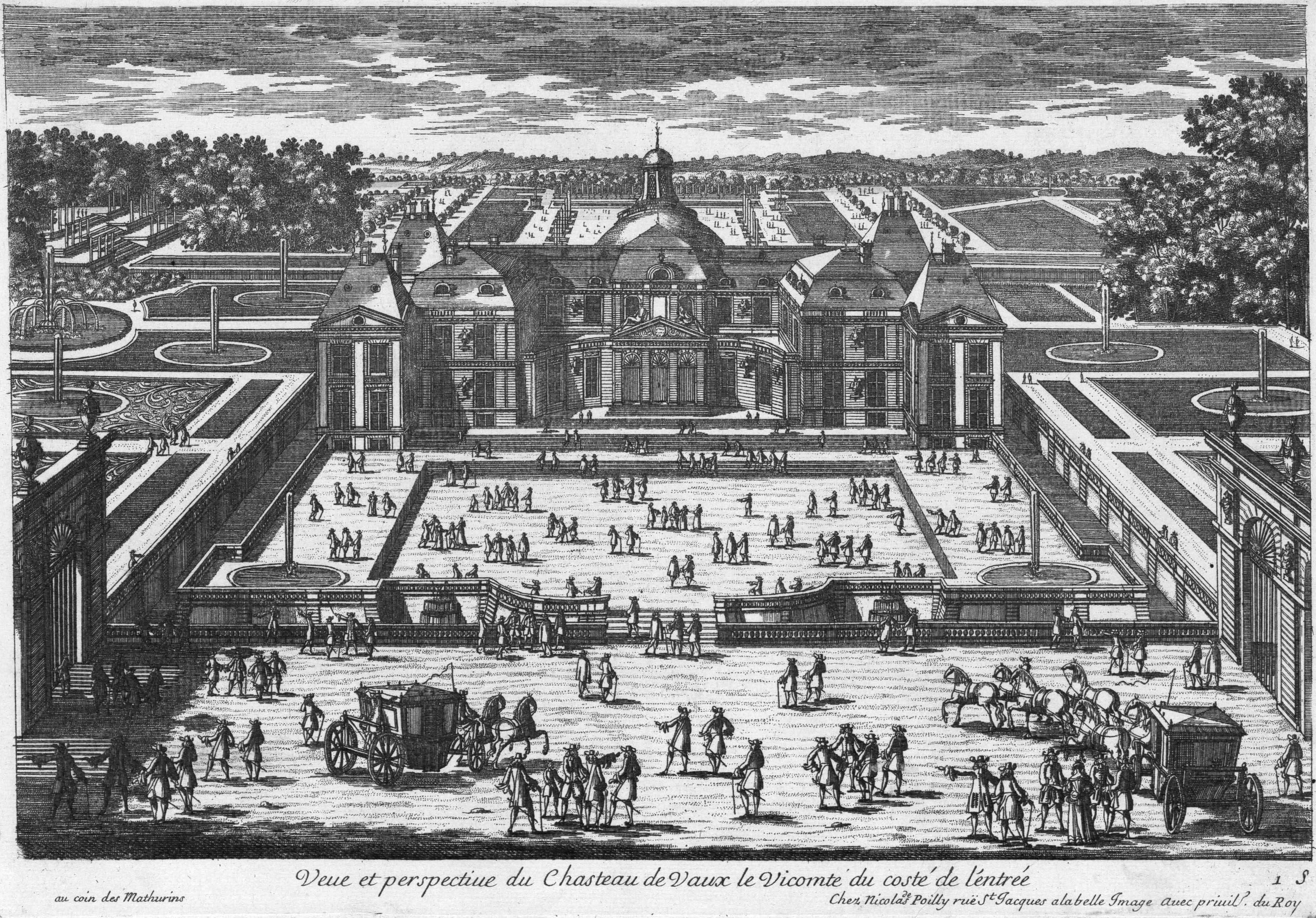
Вид замка во-ле-Виконт. Гравюра неизвестного автора XVII века

Во-ле-Вико́нт (фр. Le château de Vaux-le-Vicomte) — классическая французская усадьба-дворец XVII века, расположенная в Менси, в окрестностях Мелёна, в 50 км к юго-востоку от Парижа (департамент Сена и Марна). Построена в 1658—1661 годах для Николя Фуке, виконта Во и Мелёна, суперинтенданта финансов при короле Людовике XIV. Выдающийся памятник архитектуры «Большого стиля» (фр. Grand Manière) эпохи Короля-Солнца, соединяющий элементы французского классицизма и итальянского барокко.

## История

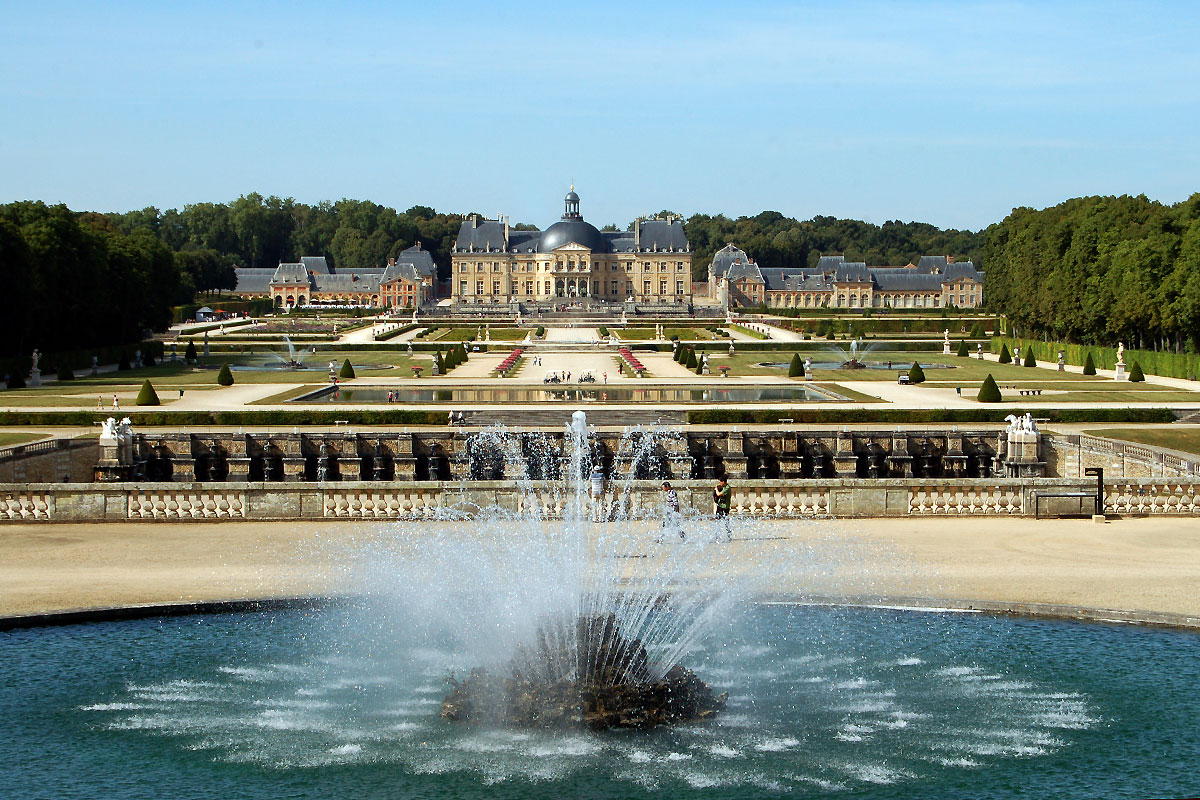
Дворец и парк. Вид с юга

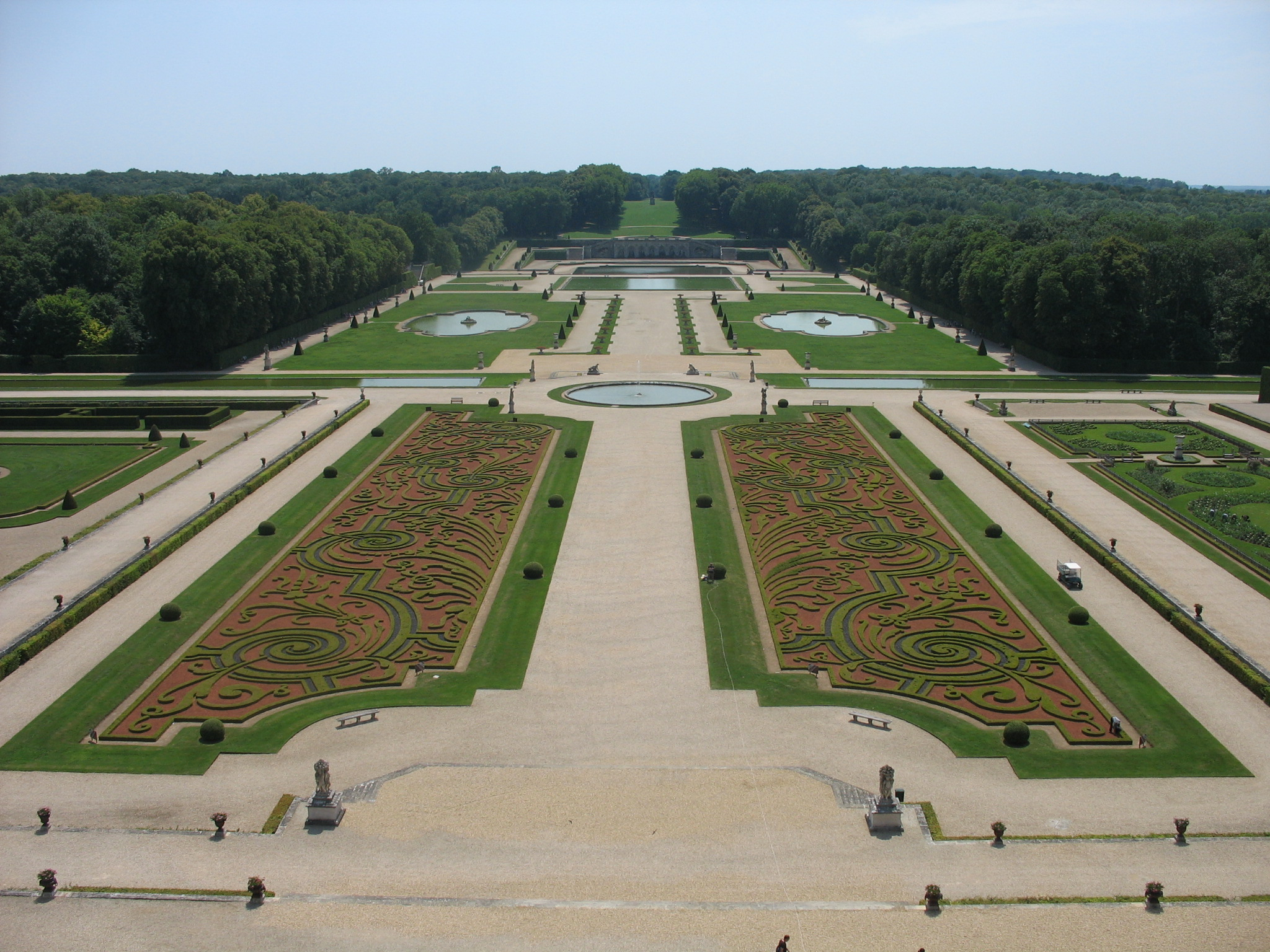
Эспланада регулярного сада. Вид из окон дворца

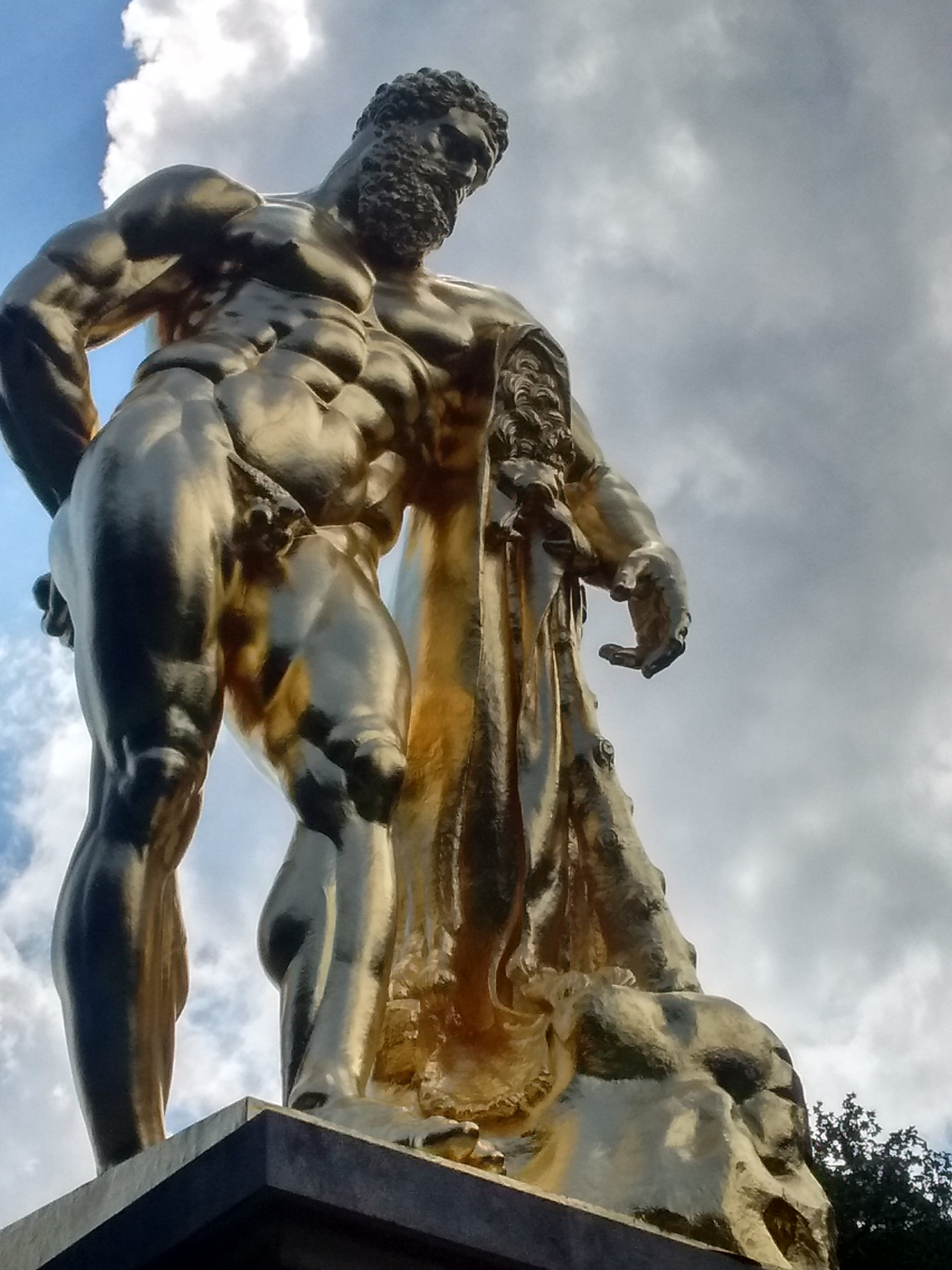
Статуя Геркулеса Фарнезского в парке Во-ле-Виконт

1 февраля 1641 года 26-летний Николя Фуке, благодаря приданому жены Луизы Фурше, приобрёл поместье и замок Во у советника Парижского парламента Франсуа Николя Лотена де Шарни в обмен на выплату годового дохода в размере 6000 ливров, что соответствовало скромному капиталу в 110 000 ливров. Он выбрал это место из-за удобного расположения вблизи дороги, соединявшей две королевские резиденции: в Фонтенбло и Венсене, а также потому, что поместье даровало ему титул виконта Во.
15 лет спустя, достигнув должности главного финансиста Франции, Фуке затеял перестройку старинного замка в лучший по тем временам частный дворец во Франции, пригласив трёх крупнейших художников своего времени — архитектора Луи Лево, ландшафтного архитектора Андре Ленотра и художника по интерьерам, живописца Шарля Лебрена. Сотрудничество трёх выдающихся мастеров произвело памятник, ставший первым образцом стиля Людовика XIV, который опирался на единство архитектуры, внутреннего убранства и планировки парка в новом по тем временам «регулярном стиле» с партерами, фонтанами и каналами. Лес вокруг регулярной части парка был посажен на бывших пашнях одновременно с постройкой самого дворца.
Ещё во время строительства дворец получил известность в самом высоком обществе. Так, ещё до завершения работ его посетили Генриетта Мария Французская, дочь её и английского короля Карла I — Генриетта-Анна Английская вместе с мужем и даже смертельно больной кардинал Мазарини. Дворец и парк стали роскошной загородной резиденцией, производившей впечатление на придворных и иностранных послов. Многие официальные королевские приёмы проводили в Во-ле-Виконт, поскольку король в то время ещё не имел столь величественного дворца. Но случилось неприятное. 11 июля 1661 года Фуке устроил приём в честь королевы-матери Англии Генриетты Марии Французской, а 17 августа — ещё один в честь Людовика XIV. Это празднество c балетом и фейерверками, организованное метрдотелем Фуке Франсуа Вателем, стало поистине великолепным. Было более шестисот приглашённых, в частности, выступала труппа Мольера, которому была заказана новая пьеса («Докучные»), и Лафонтен. Король был мрачен и отбыл в Париж в тот же день. Дворец и праздник вызвали столь сильную зависть монарха, что под первым же предлогом (обвинение в растрате государственных средств, выдвинутое Жаном-Батистом Кольбером) 5 сентября 1661 года при выходе с заседания королевского совета Фуке был арестован лейтенантом королевских мушкетёров д'Артаньяном и отвезён в Венсеннский замок, а оттуда в 1663 году в Бастилию. Министр был заключён под стражу не успев пожить в своём дворце, и, приговорённый к пожизненному заключению, провёл в тюрьме (замок Пиньероль) почти девятнадцать лет, скончавшись в 1680 году.
Король конфисковал Во-ле-Виконт, а Луи Лево, Андре Ленотр и Шарль Лебрен были переведены в Версаль на строительство ещё более роскошной резиденции самого короля Людовика. Так стиль, найденный в Во-ле-Виконте, послужил основой для создания знаменитого Версаля. Людовик XIV забрал себе множество драгоценных предметов: сто двадцать шпалер, статуи, шитые занавеси, парчовые ткани, мраморные столы, серебряные позолоченные вазы. Белые и чёрные мраморные плитки для пола были перевезены в Лувр, апельсиновые деревья в ящиках, а тысячи кустарников — в Версаль и Тюильри. Со временем статуи и шпалеры также вывезли в Версаль.
После смерти сына Фуке усадьба перешла к маршалу де Виллару и стала называться Во-Виллар. Однако маршал так и не увидел замка, который перешёл к семье Шуазёль. 17 августа 1764 года поместье приобрёл Сезар Габриэль де Шуазёль-Прален, двоюродный брат знаменитого министра, герцог и пэр Пралена, генерал-лейтенант, дипломат, министр иностранных дел и флота. В 1791 году поместье перешло к его внуку, Антуану-Сезару де Шуазёль-Пралену, 3-му герцогу Праленскому, депутату дворянства при дворе сенешаля Мэна. Следующий владелец Антуан-Сезар де Шуазёль-Прален после заключения в годы революции умер в 1808 году. Замок унаследовал его сын, Шарль-Феликс де Шуазёль-Прален, 4-й герцог Пралена. В 1810 году он разбил современный английский сад за дорогой и въездными воротами. Изоль-Прален, 5-й герцог Праленский, влюбившийся в гувернантку своих детей, зарезал свою жену в их апартаментах отеля «Себастьяни», что вызвало скандал, не оставшийся без последствий. Задержанный в Люксембургском дворце, 5-й герцог Прален покончил жизнь самоубийством.
Усадьба опустела на тридцать лет. В 1875 году её продали с аукциона Альфреду Сомье, сахаропромышленнику, в запустевшем и разграбленном состоянии. Трудами Сомье и ландшафтного архитектора Габриэля-Ипполита Детайёра с 1875 по 1893 год усадьба была восстановлена. К смерти Сомье в 1908 году замок и сады обрели свой первоначальный облик. Его сын, Эдм Сомье, и его невестка завершили реставрацию. Его потомки продолжают заботиться о замке, который остаётся частной собственностью.
С 1967 года владельцами являются граф и графиня де Вогюэ, правнук Альфреда Сомье Патрис де Вогюэ, и его жена Кристина, получившая замок в качестве свадебного подарка. К тому времени в поместье осталось лишь несколько предметов, изначально принадлежавших Фуке. Некоторое время семья занимала первый этаж, а затем отреставрированные конюшни.
В 1968 году поместье было открыто для посещения публики. Масштабная реставрация началась в 1976 году и продолжалась в 2017 году; только ремонт крыши занял шесть лет. Барочный потолок в Зале муз, «расписанный мастерской Шарля Лебрена», был отреставрирован в 2016—2017 годах и впервые представлен публике в марте 2017 года.
Во-ле-Виконт — крупнейший частный замок во Франции, с садами площадью 1235 акров. До настоящего времени Во-ле-Виконт остаётся частной собственностью графов Вогюэ, однако он функционирует и как музей. Годовой бюджет музея составляет 8 миллионов евро, штат сотрудников насчитывает 75 человек, и музей ежегодно предлагает более 300 000 посетителей возможность окунуться в атмосферу французского Великого века.

## Архитектура
Новый дворец строили не на месте старого замка. Он высится на искусственном острове с высокими подпорными стенами, в месте, которое под прямым углом пересекают две реки, превратившиеся по традиции средневековых французских крепостей в искусственный ров. Дворец имеет центральный корпус в виде ротонды в центре фасада. Боковые корпуса образуют четыре павильона, создающими два каре и парадный двор (курдонёр). Вместе с высокими кровлями, крытыми серо-серебристым сланцем, всё вместе создаёт образ типичного французского замка-дворца. В то же время Луи Лево продемонстрировал новшество, организовав внутреннее пространство с помощью не обычной анфилады, а двойного ряда параллельно расположенных помещений.
Центр симметричной композиции подчёркнут огромным, видным издалека, овальным в плане куполом с фонарём (лантерной) и вазонами на кровле. Общая композиция классицистично-симметрична, но центральный ризалит по-барочному выпуклый. Фасады решены также по принципу французского классицизма с помощью пилястр большого ордера (в высоту двух этажей), рустовки, люнетов и треугольного фронтона, заполненных скульптурой.
Симметричная планировка внутренних помещений почёркнута главной осью: двор-лестница-вестибюль и перспектива садов по другую сторону дворца. Центральная двусветная ротонда (19 метров в длину, 14 метров в ширину и 18 метров в высоту), или «Овальный салон» (Le salon ovale), в истории французской архитектуры совершенна уникальна: её оригинальность обусловлена овальной формой, необычной для приёмной комнаты того времени, когда она называлась «комнатой караула» (salle des Gardes).
Задуманная Шарлем Лебреном роспись купола не была выполнена. Купол поддерживается шестнадцатью большими скульптурами работы Франсуа Жирардона, двенадцать из которых изображают знаки зодиака, а четыре — символы четырёх времён года. Пол выложен белым камнем и сланцем, в центре установлены солнечные часы.
Зал украшен четырьмя бюстами времён Фуке, изображающими римских деятелей: Октавию, сестру Октавиана Августа, Британика, Октавию, жену Нерона, и Адриана; остальные двенадцать римских бюстов дополнены позднее. «Салон Геркулеса» украшены росписями работы Лебрена: потолком, на котором изображена сцена приветствия Геркулеса Олимпом. Медальоны и панели, украшающие арку, представляют двенадцать подвигов Геракла. «Зал муз» украшен картинами и гобеленами по картонам Шарля Лебрена. Поблизости от дворца организовали специальную шпалерную мастерскую, которую возглавил Лебрен. Роспись плафона «Музыкального зала» также выполнена Лебреном. Скульптурные фризы дворца создал Франсуа Жирардон. Полы ранее украшали ковры мануфактуры Савоннери.
Многие комнаты имеют уникальную мебель, часть которой приписывается мастерской знаменитого мастера Андре-Шарля Буля.
Некоторые комнаты украшены в предыдущем стиле Людовика ХIII, также по эскизам Лебрена. Так деревянные балки потолков украшены расписными гротесками, стены обшиты резными деревянными панно — ламбри.
Во дворцах первых лиц государства было принято оформлять спальню для короля, королевы и дофина (наследника). В спальне короля дворца Во-ле-Виконт король Людовик XIV никогда не спал, но оформление комнаты сохранилось, хотя и с некоторыми изменениями. Другие комнаты также претерпели изменения в обстановке. Так, апартаменты мадам Фуке включали прихожую, спальню и кабинет, полностью оформленные большими зеркалами, но эти интерьеры были перестроены в XVIII веке.

## Дворец в культуре
Усадьба является одним из мест действия романа «Виконт де Бражелон, или Десять лет спустя». Усадьба и сад Во-ле-Виконт показаны в десятках кинофильмов, в частности выступили «в роли» Версаля в фильме «Начинайте революцию без меня» (фр., 1969) и калифорнийской резиденции Уго Дракса, отрицательного персонажа фильма «Лунный гонщик» (1979) . В 1998 году в этой усадьбе, некоторое время служившей резиденцией Людовика XIV, снимался фильм «Человек в железной маске».

## Галерея

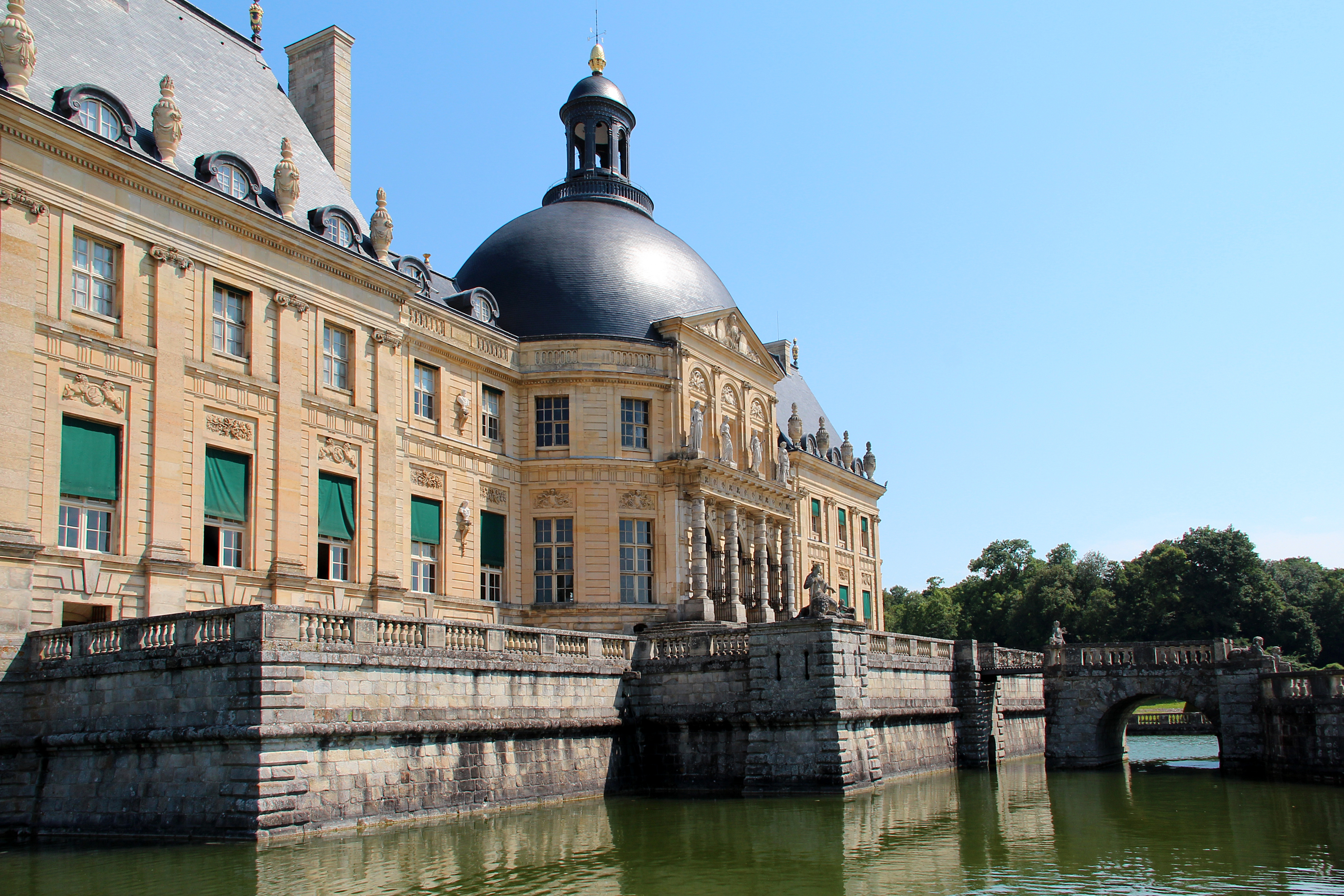
Общий вид дворца с каналами
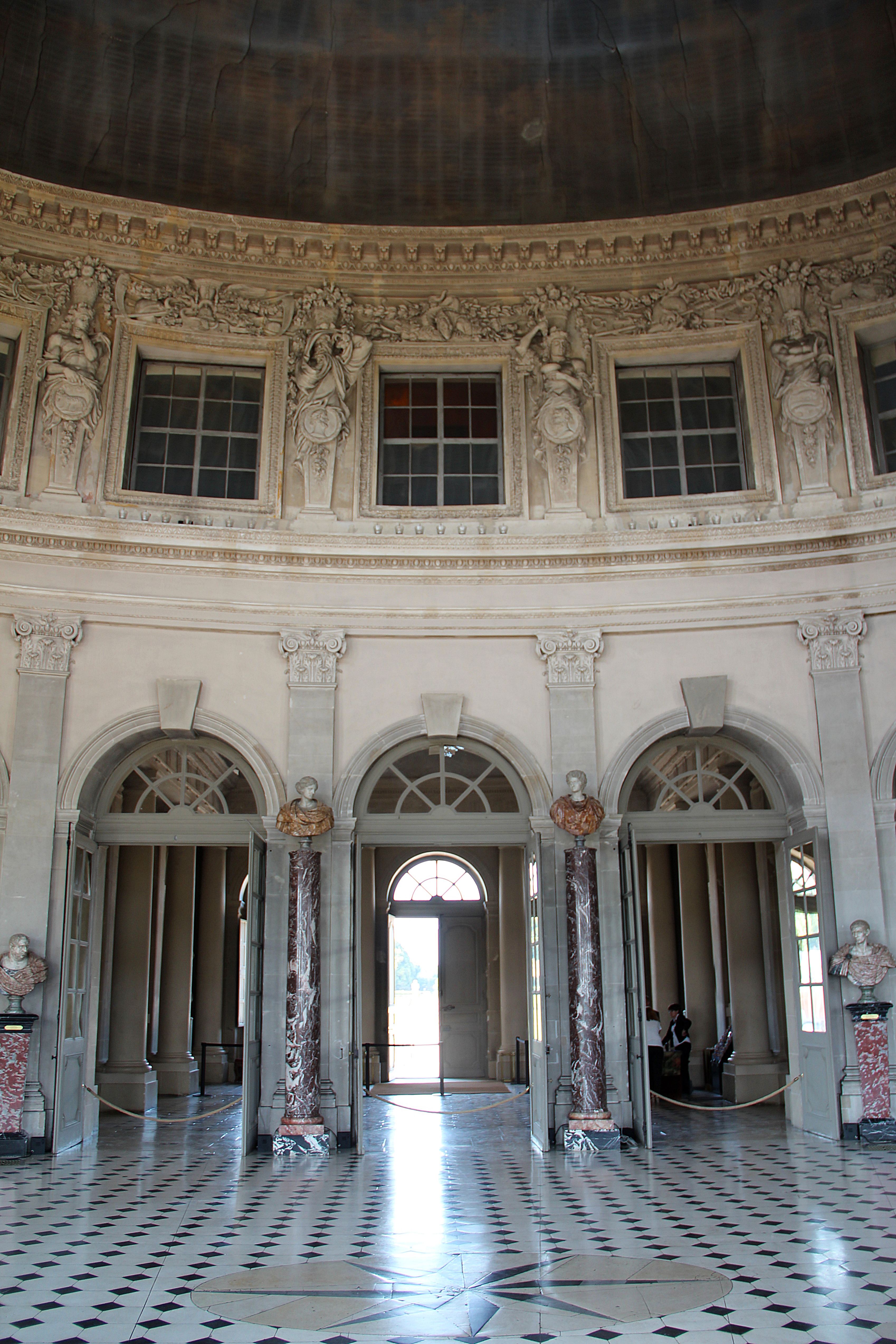
Большой салон (Ротонда)
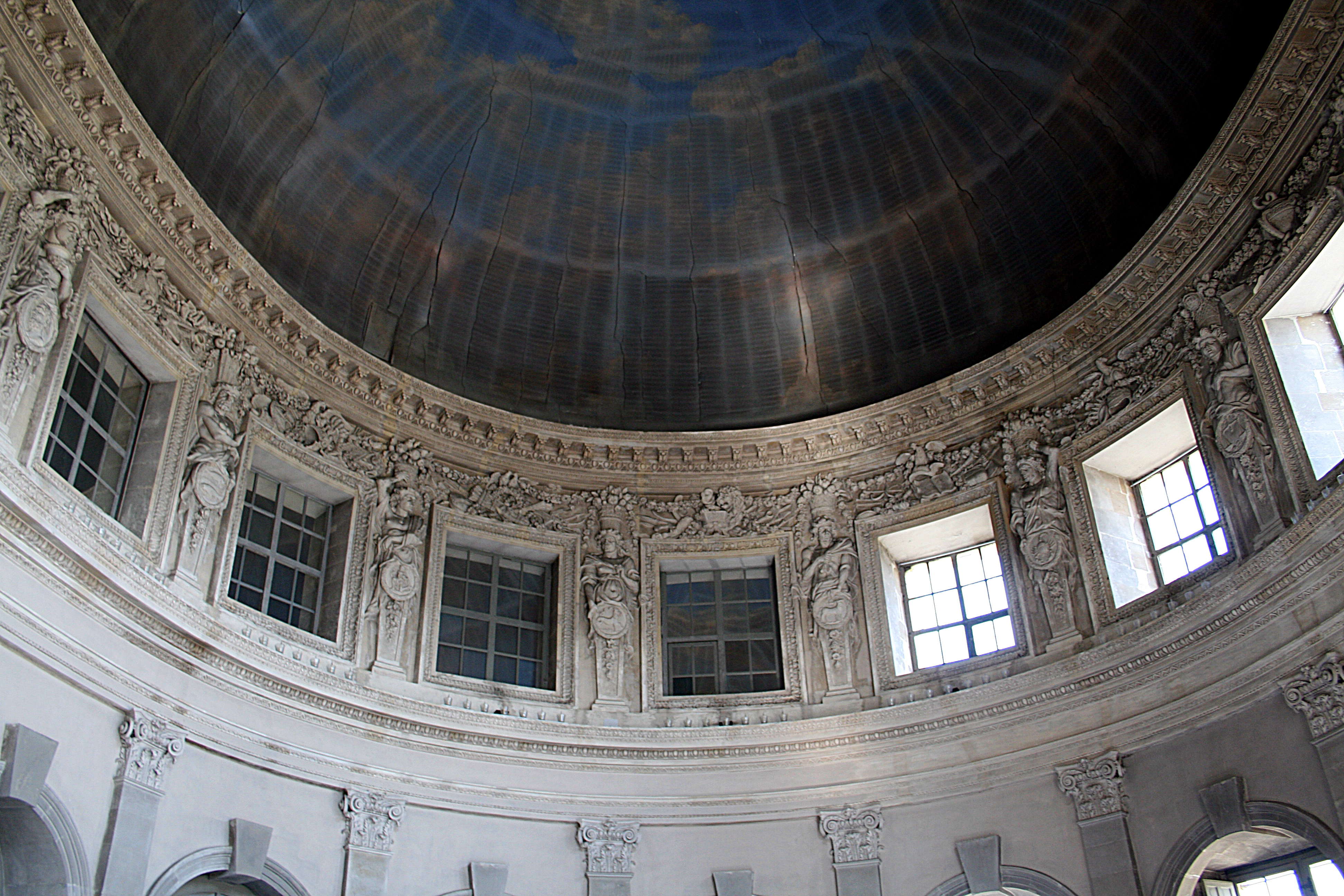
Купол ротонды
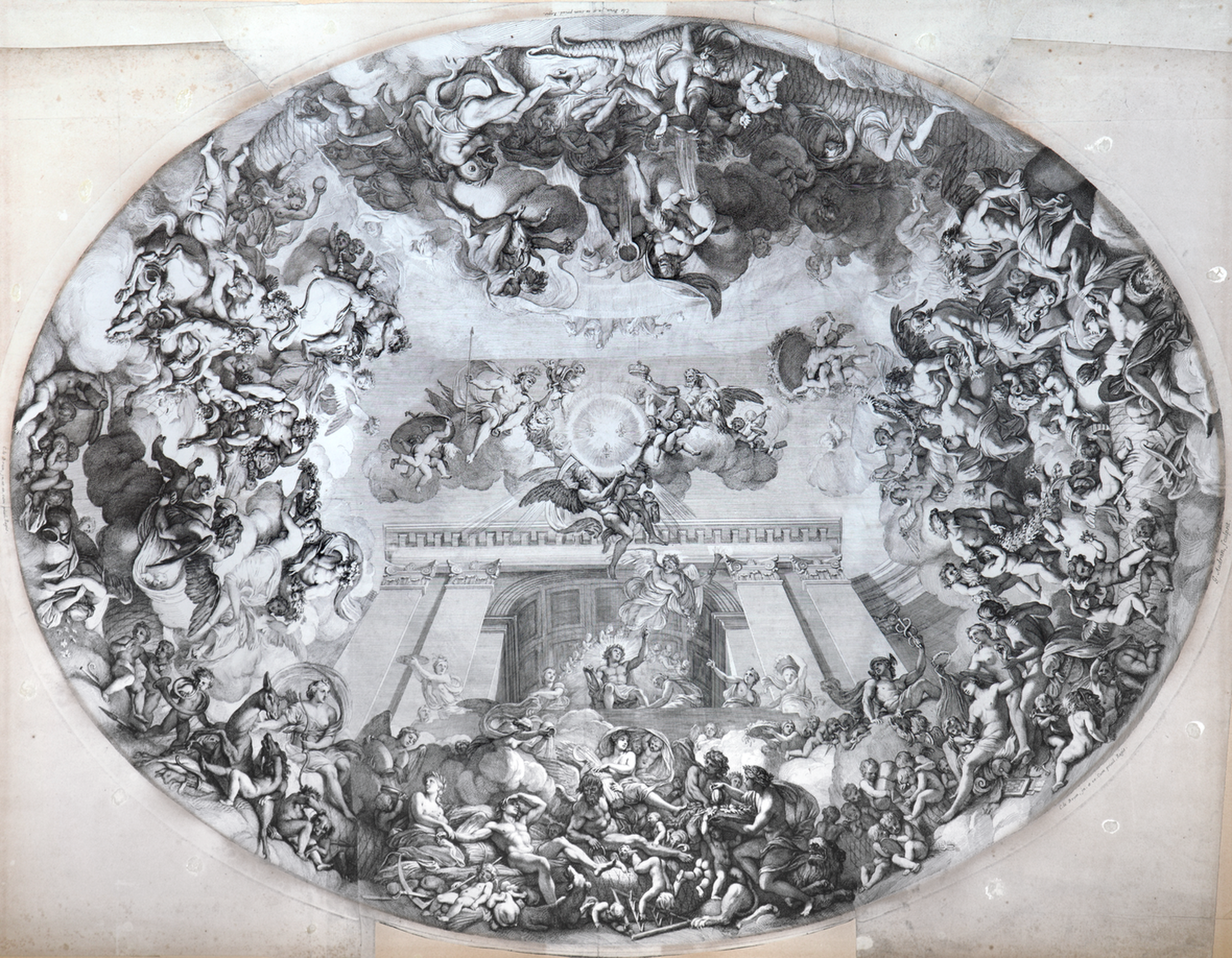
Ш. Лебрен. Проект росписи купола. Офорт Ж. Одрана. 1681
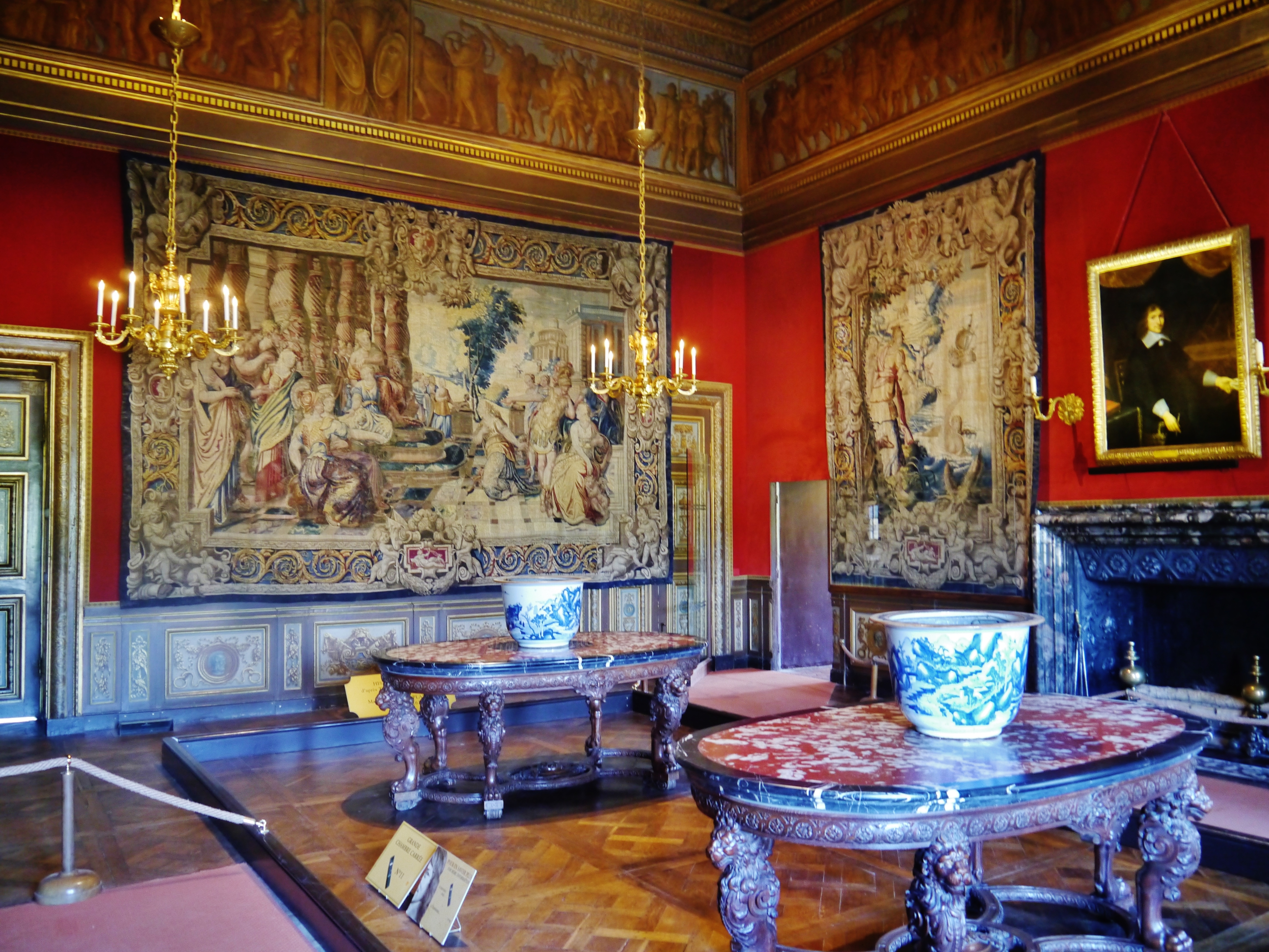
Приёмная (антикамера)
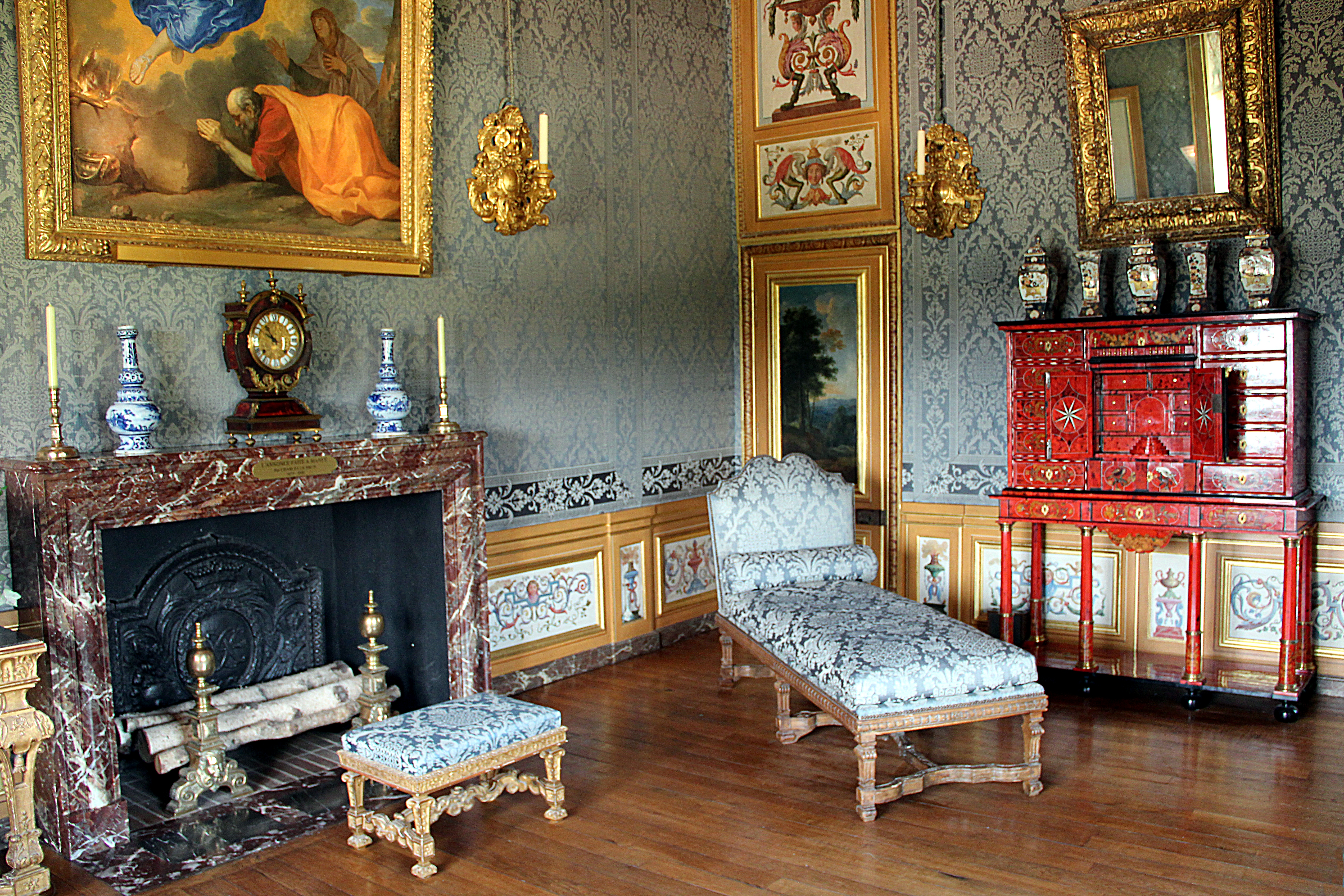
Кабинет мадам Фуке
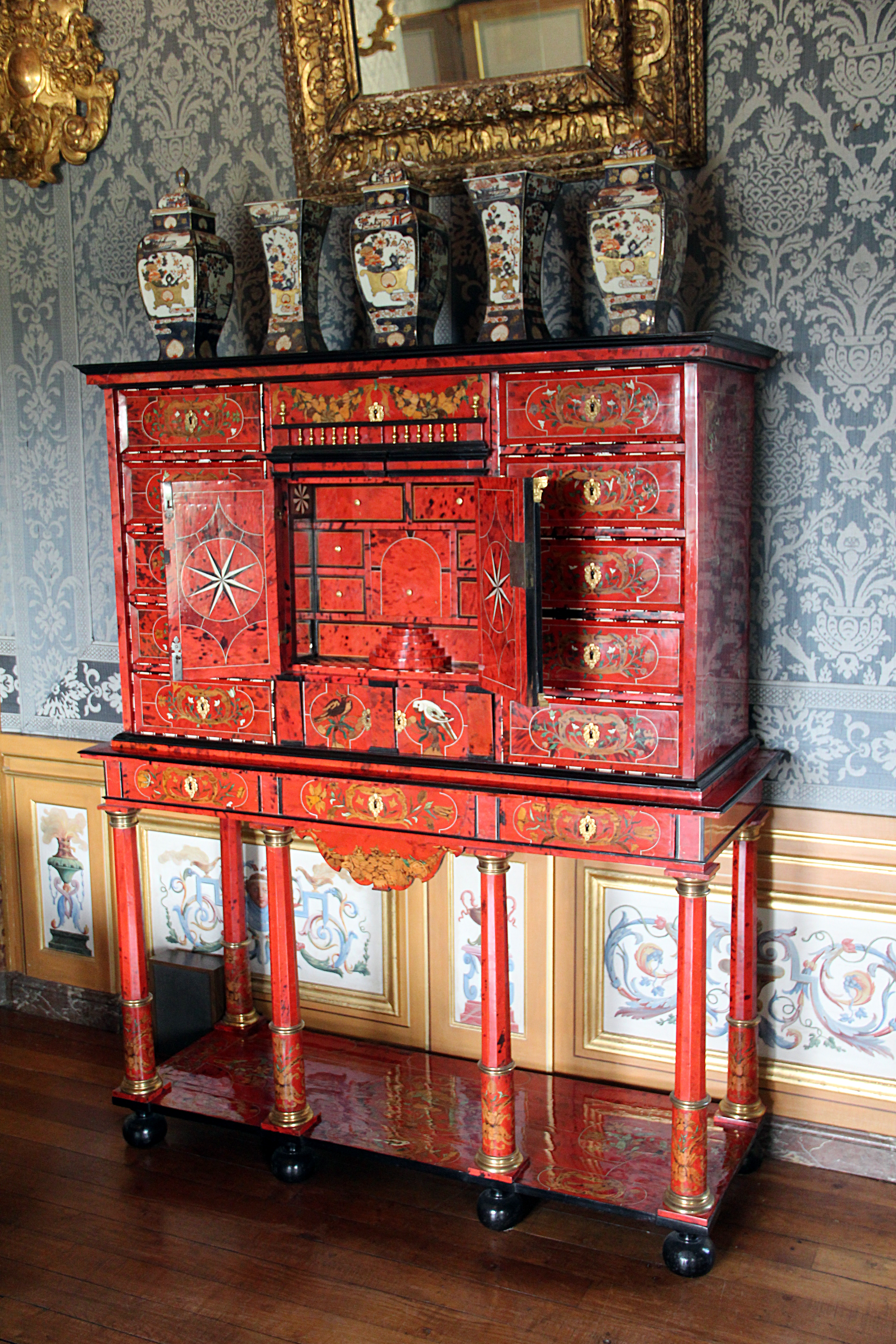
Кабинет мадам Фуке. «Красный кабинет». Интарсия панцирем черепахи
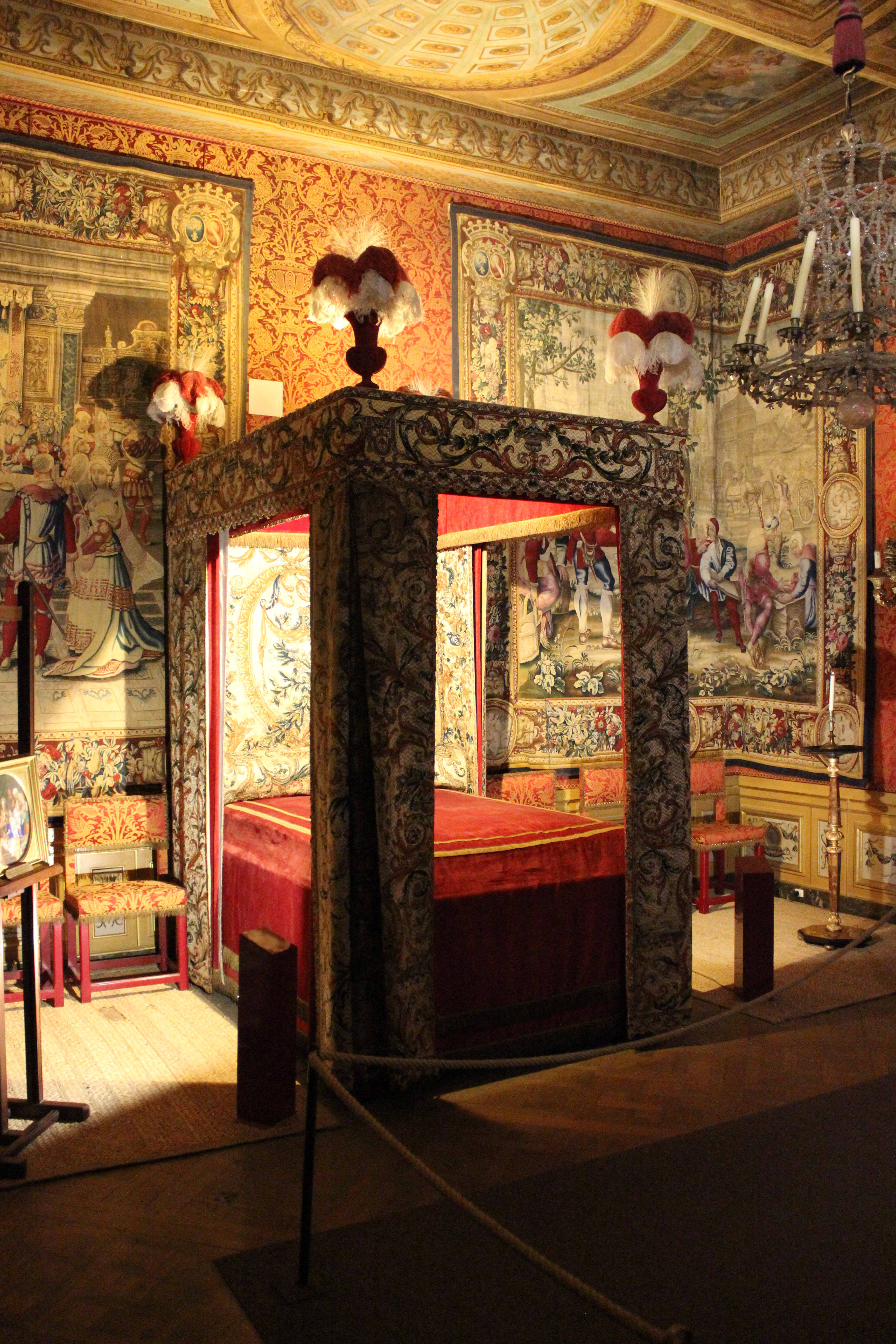
Спальня
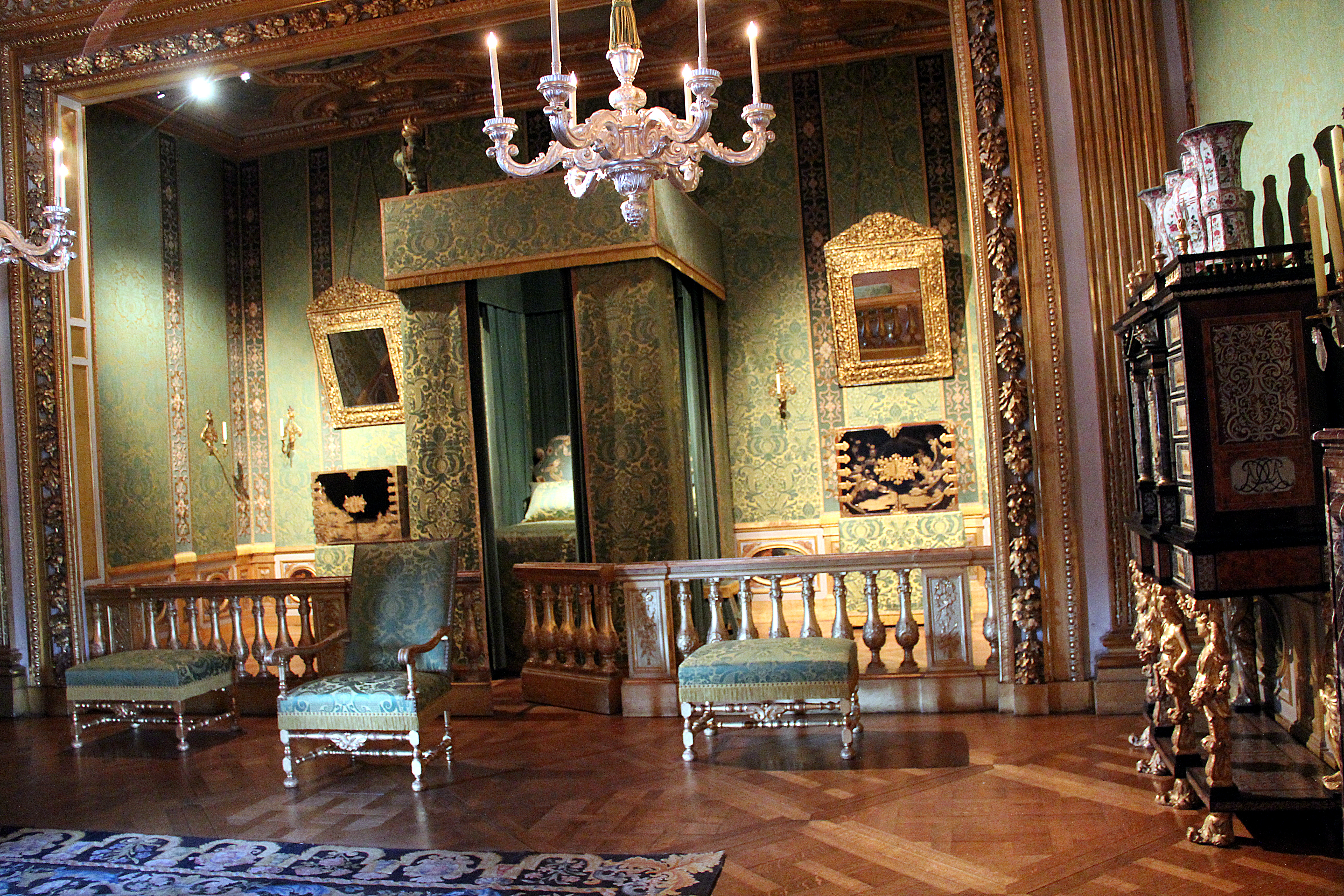
Спальня для короля
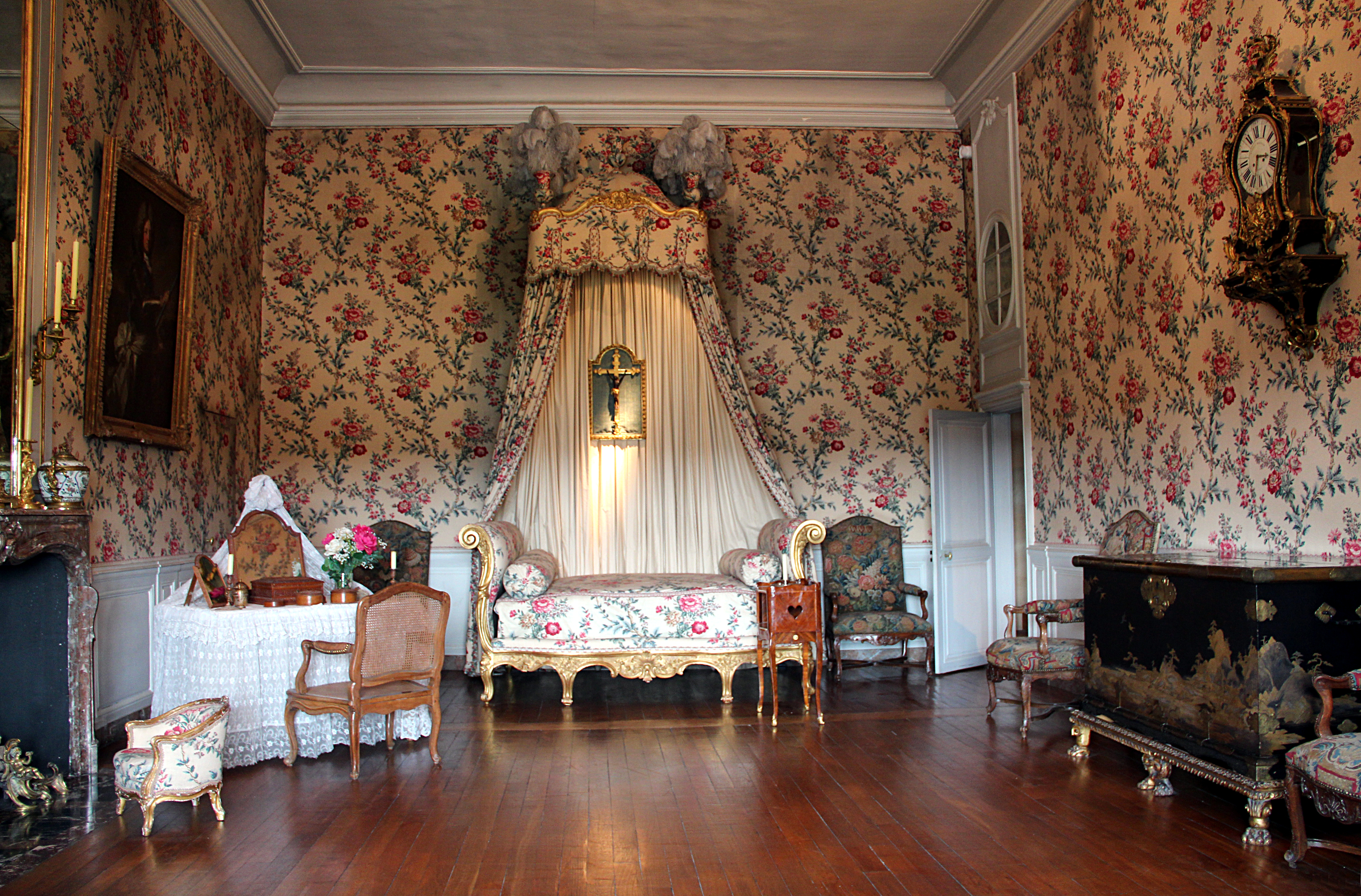
Спальня дофина (Louis XV)
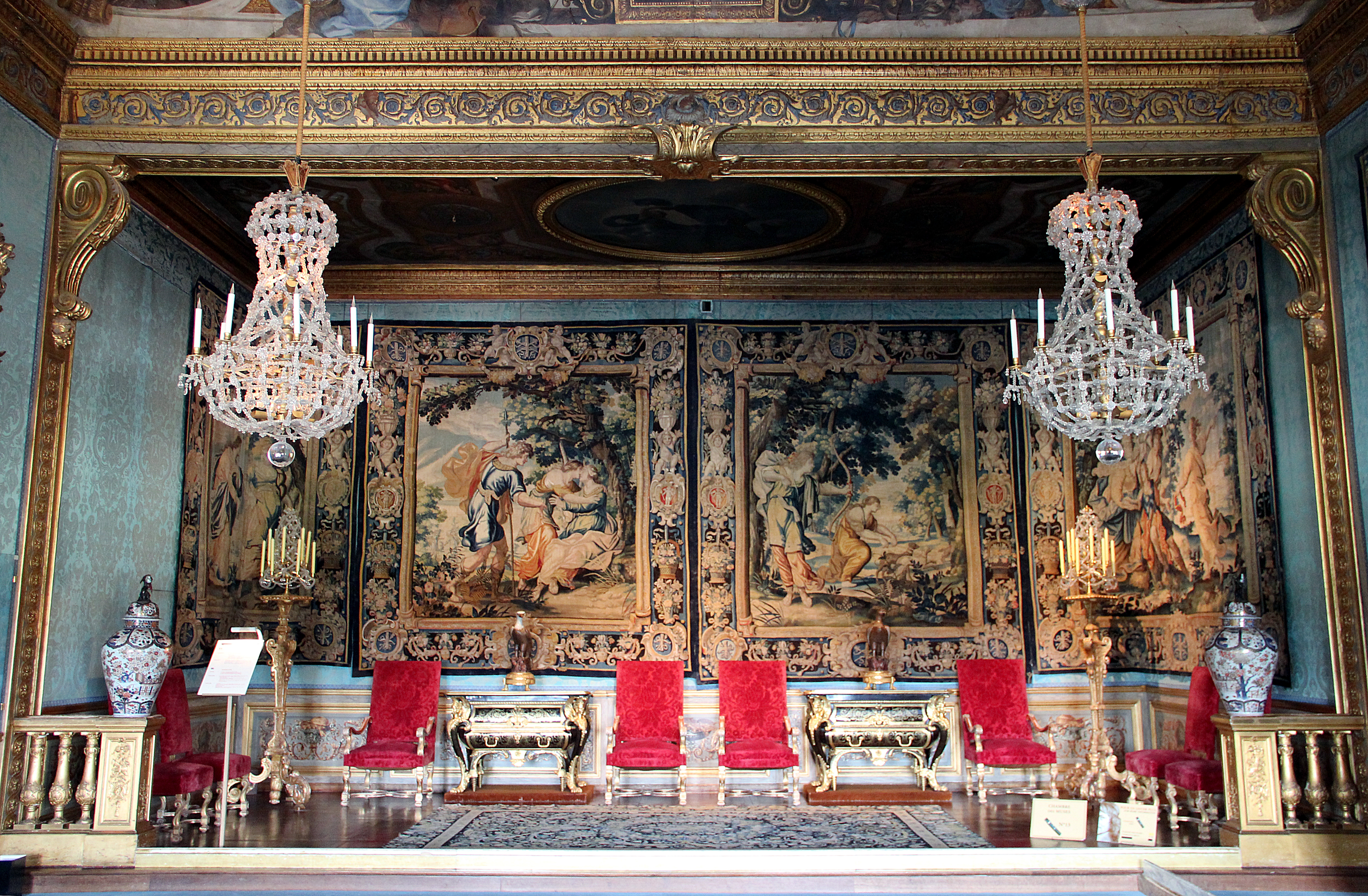
Салон муз
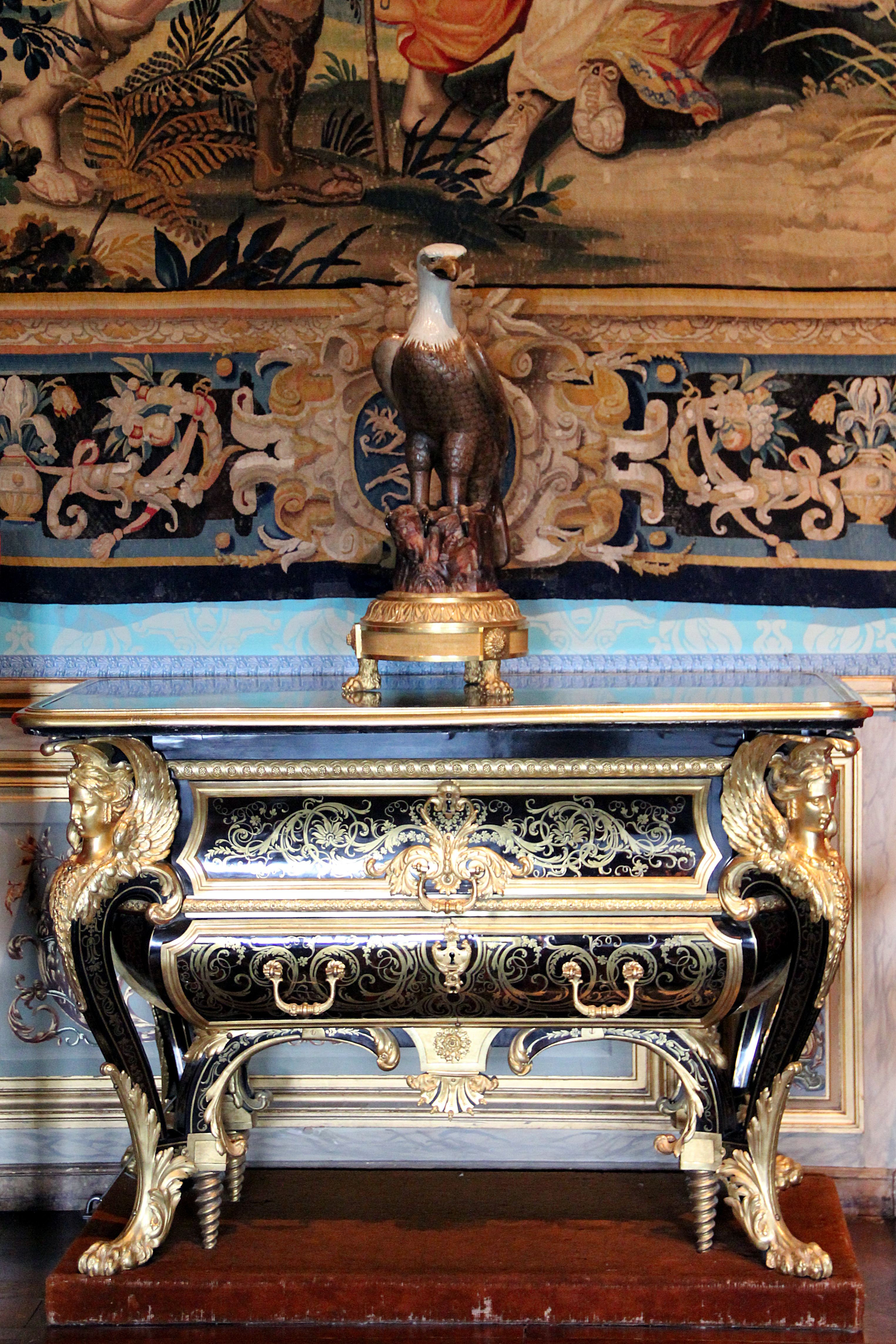
Салон муз. «Комод Мазарини». Мастерская А.-Ш. Буля
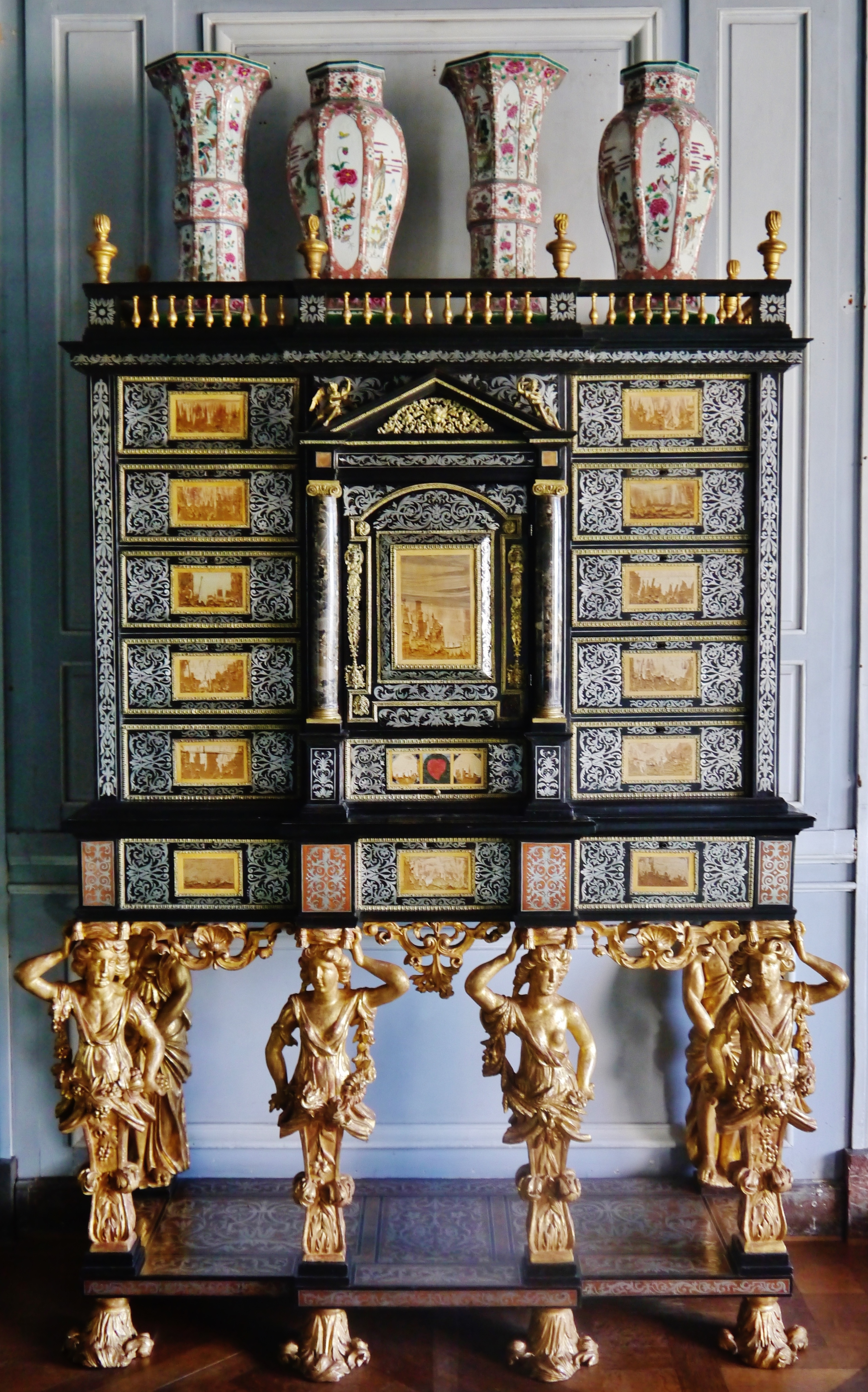
«Королевский шкаф-кабинет»
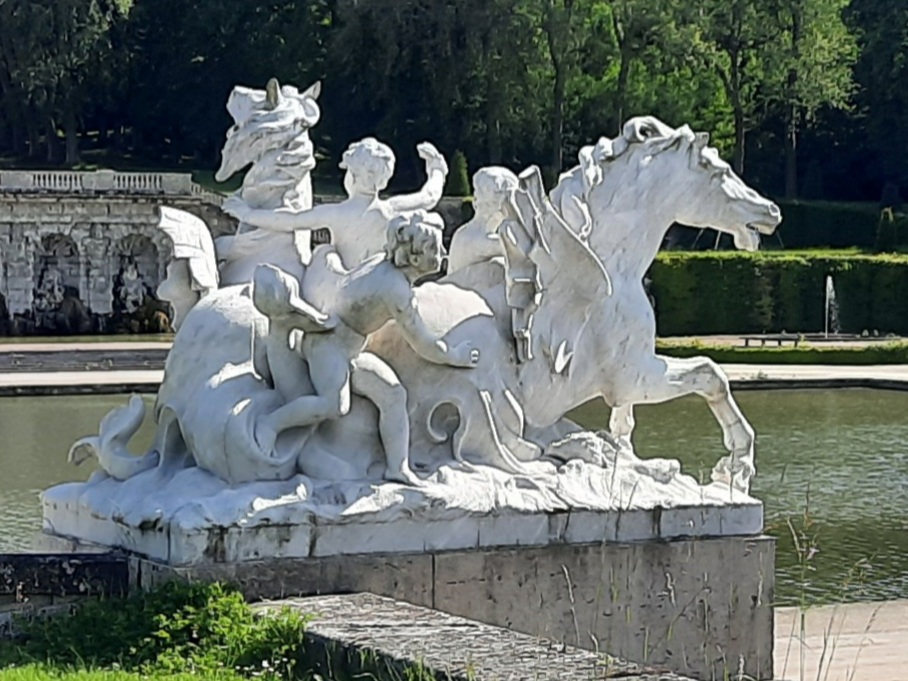
Cкульптура парка